# Strandska huset

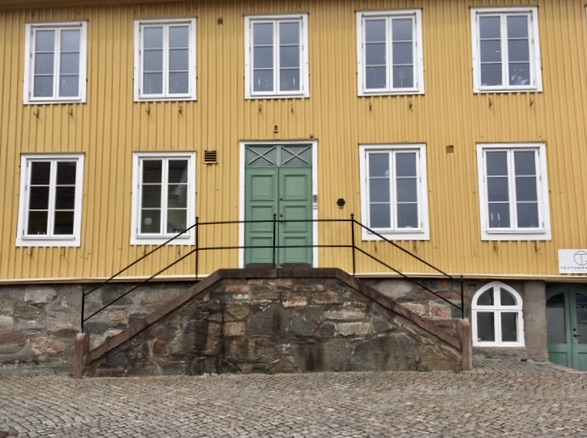
Dubbeltrappan på Strandska huset.

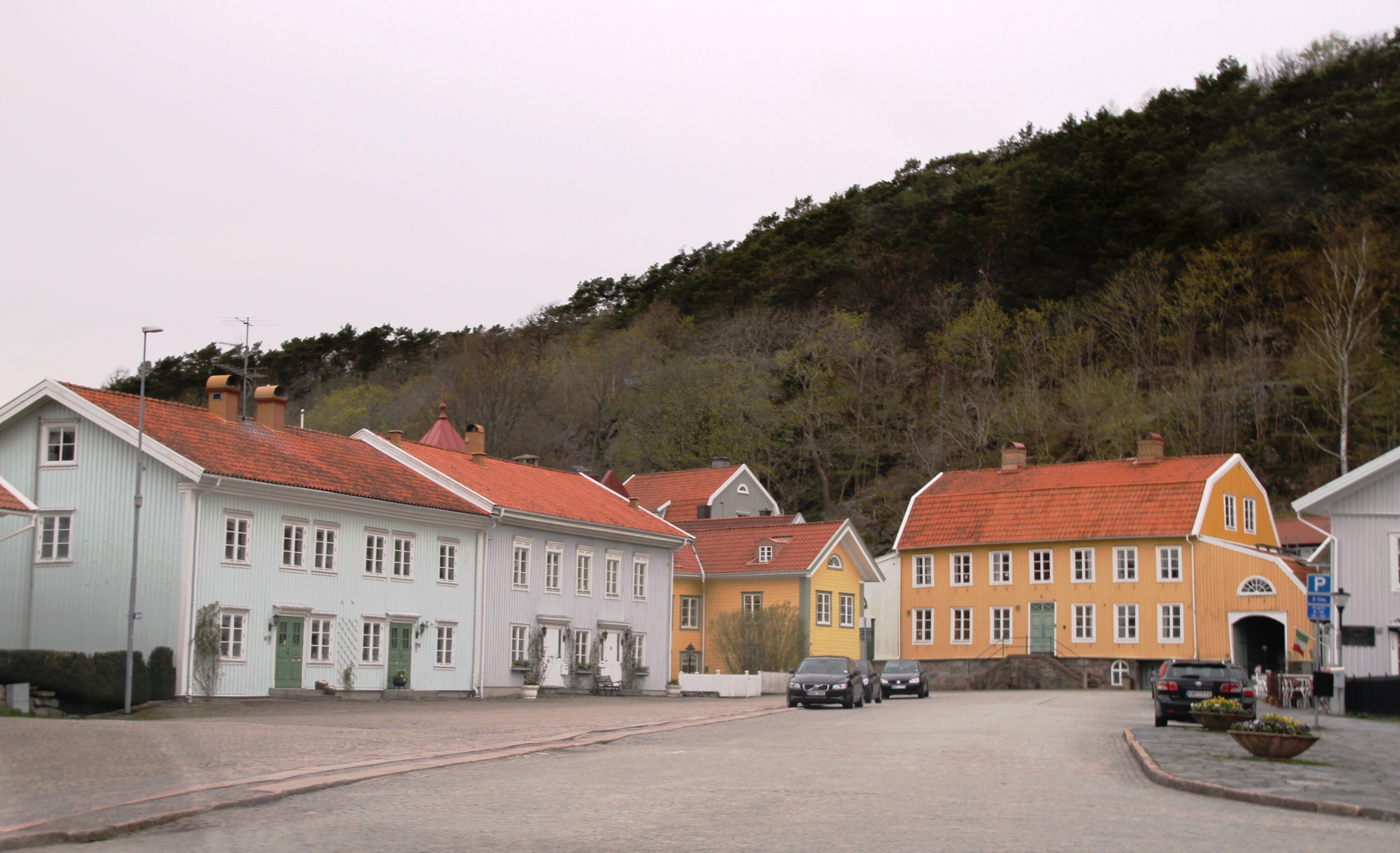
Strandska huset har ett dominerande läge vid Stora Torget i Kungälv.

Strandska huset är en byggnad  vid Västra gatan 8 i Kungälv. Byggnaden är ett av de äldsta husen i Kungälv – ursprungligen uppförd av handlaren David Werming. Byggnaden ingår i den trähusmiljö, som är typisk för bebyggelsen vid Gamla Torget och utmed Västra Gatan i Kungälv. Huset utmärks av sina portgångar och sin dubbla trappa. Till byggnaden hör även ett gårdshus, som varit bostadshus. Gårdsytan är täckt med kullersten. Tomten gränsar i norr mot en hög bergvägg.
Huset är byggnadsminne sedan den 12 november 1979.

## Bakgrund och beskrivning
Västra gatan och Stora Torget i Kungälv var den gamla förbindelseleden genom den stad, som uppstod här i slutet av 1600-talet. Den gamla stadens naturliga centrum var under flera århundraden Stora Torget, kring vilket kyrkan, skolan, hospitalet, rådhuset och värdshuset var belägna. På Strandska husets tomt låg tidigare stadens fattighus och hospital i en träbyggnad, som ödelades vid en brand i maj 1796. Efter branden bjöd staden ut fastigheten till försäljning. Handlaren David Weming köpte tomten 1804 och lät uppföra ett nytt hus, nämligen 'ett prydligt två våningshus'. Det nuvarande timmerhuset uppfördes mellan 1807 och 1814 troligen av en lokal byggmästare. Familjen Weming ägde fastigheten till 1842.
Det nuvarande timmerhuset är byggt i två våningar under brutet tegeltak, locklistpanerat och gulmålat samt vid gavlarna tillbyggt med två vagnsliderbyggnader, den västra på granntomten Skape Nord 6, Thorildska huset. Huset har ett dominerande läge vid Stora Torgets norra del och utgör en viktig del av den välbevarade trähusbebyggelsen med karaktär av tidigt 1800-tal. På tomten finns också en mindre byggnad av gråvitmålat trä, uppförd omkring år 1900.
I byggnadens bottenvåning inrättades 1902 avdelningskontor för Göteborgs handelsbank. År 1906 inrättades även stadens postkontor i en lokal på bottenvåningen. Benämningen Strandska huset har byggnaden fått efter ägaren Nils Strand, som var lagerförvaltare vid Göteborgs Kexfabrik. Strandska huset var ett av de första husen i Kungälv där centralvärme installerades. Bankverksamheten flyttades från byggnaden 1938. Butikslokalen i källaren var under en period en filial till Kungälvs ångbageri. I lokalen har även funnits en antikaffär.